# Махрово (село)
Махрово — село в Буйском районе Костромской области. Входит в состав Барановского сельского поселения.

## География
Находится в западной части Костромской области на расстоянии приблизительно 6 км на восток по прямой от районного центра города Буй.

## История
Известно, что в XVII веке село входило в Галичский уезд. В 1628 году упоминалось о наличии здесь Стефановской церкви, а в 1680 — еще и Введенской. В 1840 году построена каменная Архидиаконская церковь. В 1872 году здесь было учтено 19 дворов, в 1907 году (для деревни Махрово Казенное) — 42.

## Достопримечательности
Архидиаконовская церковь.

## Население
Постоянное население составляло 129 человек (1872 год), 248 (1897), 285 (1907), 62 в 2002 году (русские 50 %, турки 26 %), 45 в 2022.